# Phyllachora davillae
Phyllachora davillae är en svampart som beskrevs av F. Stevens 1930. Phyllachora davillae ingår i släktet Phyllachora,  och familjen Phyllachoraceae.   Inga underarter finns listade.